# Sirthenea carinata
Sirthenea carinata är en insektsart som först beskrevs av Fabricius 1798.  Sirthenea carinata ingår i släktet Sirthenea och familjen rovskinnbaggar. Inga underarter finns listade i Catalogue of Life.